# Irène à ventre bleu
Irena cyanogastra
Espèce
Statut de conservation UICN

 NT  : Quasi menacé
L'Irène à ventre bleu (Irena cyanogastra) est une espèce de passereaux endémique aux Philippines.

## Sous-espèces
Selon le Congrès ornithologique international, cette espèce est constituée des quatre sous-espèces suivantes :
- I. c. cyanogastra Vigors, 1831 — Luzon, Polillo et Catanduanes ;
- I. c. ellae Steere, 1890 — Bohol, Leyte et Samar ;
- I. c. hoogstraali Rand, 1948 — Dinagat et Mindanao ;
- I. c. melanochlamys Sharpe, 1877 — Basilan.